# قرعد (الرضمة)
قرعد هي إحدى قرى عزلة كحلان بمديرية الرضمة التابعة لمحافظة إب، بلغ تعداد سكانها 547 نسمة حسب تعداد اليمن لعام 2004.